# Катран Едмунда
Катран Едмунда (Squalus edmundsi) — рід скатів родини Катранові. Інша назва «західний довгоносий катран».

## Опис
Загальна довжина досягає 87 см. Голова середнього розміру. Морда довга, вузька, трикутна. Очі великі. Носові клапани слабко роздвоєні. Тулуб помірно довгий та стрункий. Його висота складає 9,9-11,5% довжини тіла. Грудні плавці прямі, трикутні, їх задній край слабко вигнутий. Має 2 спинних плавця. Передній спинний плавець великий, прямий, його висота — 7-8% довжини тіла. Шип переднього плавця міцний, слабко зігнутий та широкою основою. Шип заднього — довгий та зігнутий, з помірно широкою основою. Хвостовий плавець гетероцеркальний, верхня лопать значно ліпше розвинена, ніж нижня. Анальний плавець відсутній.
Забарвлення сіро-коричневого кольору. На верхній лопаті хвостового плавця присутнє слабкоконтрастна серпоподібна темна пляма.

## Спосіб життя
Тримається на глибині від 200 до 850 м (переважно у діапазоні 200–500 м), на континентальному шельфі. Полює на здобич біля дна, бентофаг. Живиться дрібною костистою рибою, невеличкими головоногими молюсками, ракоподібними.
Статева зрілість у самців настає при розмірі 54 см. Це яйцеживородна акула.
Є об'єктом промислового вилову в Індонезії. Використовується у свіжому, соленому, копченому вигляді. З плавців варять суп, з печінки (багатої на сквален) виготовляється печінкове масло.

## Розповсюдження
Мешкає біля Західної Австралії та Індонезії.